# Gaiking il robot guerriero
Gaiking il robot guerriero (大空魔竜ガイキング?, Daikū Maryū Gaiking, Drago Demone Spaziale Gaiking) è una serie televisiva anime di genere mecha in 44 episodi, prodotto dalla Toei Animation nel 1976.

## Genesi e produzione
Questa serie nacque da un'idea di Gō Nagai, ma i dirigenti della Toei Animation lo esclusero sia dai credit che dai titolari del copyright. Ne originò una disputa legale tra Nagai e la casa di produzione che durò per circa dieci anni, con la conseguente rottura dei rapporti tra l'autore e la Toei Animation fino alla riappacificazione avvenuta negli anni novanta.
Esiste anche una versione manga dell'anime, disegnata da Megumu Matsumoto che racconta una versione alternativa degli eventi narrati nella serie televisiva.
Della serie del 1976 è stata recentemente realizzata una sorta di reboot, dal titolo Gaiking - Legend of Daiku-Maryu.
È stato annunciato un film in computer grafica tratto dalla serie.

## Trama
Zela, pianeta situato nella galassia del Cigno ad una distanza di circa 6.000 anni luce dalla Terra, era un mondo prospero e fiorente, ed i suoi abitanti vivevano in uno stato culturalmente e scientificamente avanzatissimo. Ma la loro sopravvivenza era messa costantemente in grande pericolo a causa del loro sole Sigma, che a seguito delle pericolose reazioni nucleari prodotte stava velocemente mutandosi in un micidiale buco nero. Fu così che per effetto della fortissima gravità esercitata da Sigma sul pianeta, gli abitanti si trovarono costretti a trasferirsi nel sottosuolo, costruendo un sole artificiale ed una città in cui vivere; tuttavia Zela veniva lentamente ma inesorabilmente attratto dal buco nero.
Gli zelani allora crearono un gigantesco robot senziente, Black Darius, sperando col suo aiuto di poter in tal modo salvarsi dalla sicura estinzione a cui sembravano esser destinati; ma tale creatura si rivelò tanto geniale quanto crudele e spietata. Non appena Darius ebbe il totale controllo del pianeta e degli abitanti, creò quattro esseri malvagi, "I Grandi Quattro" (Dankel, Desmond, Killer ed Ashmov) che diventarono i suoi subalterni per aiutarlo nella conquista dell'intero universo; inoltre diede origine anche all'"Armata dell'Orrore Nero", formata da un numeroso esercito di zelani sottoposti prima al lavaggio del cervello e trasformati infine in cyborg.
In seguito, resosi conto di non poter evitare la distruzione di Zela, Darius decise allora di impossessarsi di un pianeta le cui caratteristiche fossero simili a quelle che una volta erano dello stesso Zela: e così la scelta fu quella di invadere la Terra, che gli zelani studiavano e conoscevano da migliaia di anni. In passato infatti numerose spedizioni di zelani avevano visitato la Terra, dando origine ad antiche civiltà e lasciando dietro di sé varie basi nascoste, forse in previsione di future colonizzazioni. Giunto il momento dell'invasione aliena, fortunatamente il nostro pianeta non si trova però impreparato agli attacchi del nemico.
Il professor Daimoni, illustre scienziato giapponese, ha infatti costruito una gigantesca astronave da combattimento, il Drago Spaziale, che è governata dallo stesso scienziato, con l'ausilio di un equipaggio molto valido e capace da lui personalmente scelto. Sakon è l'assistente del professore ed il vice comandante dell'astronave, alla guida del potente mezzo c'è il giovane Pete, mentre Midori è l'addetta alle telecomunicazioni. Fan Lee, Yamatake e Bunta, sono invece rispettivamente i tre piloti dei piccoli moduli adibiti alle perlustrazioni in aria (Skylar), terra (Bazoora) ed acqua (Nessak). Tuttavia, il professor Daimoni per sconfiggere i nemici ha bisogno però di un'ultima persona che sia in grado di pilotare il Gaiking, un potente robot da combattimento che il Drago Spaziale "ospita" al suo interno.
Quindi, chiede la collaborazione di Sanshiro, un promettente giocatore di baseball vittima di un'aggressione da parte delle armate dell'Orrore Nero. Lo scienziato lo invita a raggiungere il faro di Omezak, dove si trova la base segreta del Drago Spaziale, e qui dopo qualche indecisione iniziale Sanshiro diventa il pilota del robot Gaiking. Per raggiungere la Terra i Grandi Quattro utilizzano i "Gotectors", velivoli tecnologicamente molto avanzati che viaggiano oltre la velocità della luce e che attraversando il tunnel spazio-tempo (nato da un'applicazione del principio del buco nero), riescono così ad arrivare sulla Terra nel giro di pochi minuti. Molte sono le battaglie che i nostri eroi affrontano contro i mostri mandati da Darius e dai Grandi Quattro (spesso robot lasciati in precedenza sulla Terra e appositamente "risvegliati"), ma il Gaiking e il Drago Spaziale riescono di volta in volta a distruggerli tutti.
Intanto su Zela il buco nero ha raggiunto la sua massima intensità e il pianeta è ormai condannato. I pochi zelani scampati alla tirannia di Darius costruiscono in gran segreto un'astronave per fuggire dal pianeta morente e rifugiarsi sulla Terra, anche perché Darius ed i Grandi Quattro, per scampare da morte sicura, hanno nel frattempo vigliaccamente abbandonato Zela e tutti i suoi abitanti al loro destino, per stabilirsi temporaneamente su Marte. Qui attirano con un trucco il Drago Spaziale e riescono ad intrappolarlo in una gigantesca capsula di vetro: Sanshiro quindi, per correre in aiuto dei suoi amici, si dirige con il Gaiking su Marte lasciando la Terra indifesa agli attacchi del nemico, che si è stabilito in una base segreta sotto il Fuji. Il Drago Spaziale ed il Gaiking riescono comunque a ritornare sulla Terra in tempo per combattere contro gli odiati nemici e dopo un appassionante scontro la fortezza spaziale riesce a distruggere i Grandi Quattro, mentre il Gaiking annienta definitivamente Black Darius.
La pace ritorna sul nostro pianeta, mentre l'astronave dei superstiti di Zela nel frattempo ha raggiunto la Terra, fiduciosi di poter vivere finalmente in pace ed in armonia assieme ai suoi abitanti.

## Personaggi

### L'equipaggio del Drago Spaziale
(tra parentesi il nome originale)
- Sanshiro Tsuwabaki (Sanshiro Tsuwabuki) - Eccellente giocatore di baseball, durante la partita che l'avrebbe fatto entrare nel mondo professionistico subisce un attacco da parte delle Armate dell'Orrore Nero, che gli procurano una grave lesione al polso mettendo così termine alla sua carriera. Sanshiro è inoltre dotato anche di poteri ESP, e per questo motivo viene scelto dal prof. Daimoni per pilotare il Gaiking (Nazionalità: Giappone).
- Pete (Pete Richardson) - È il capitano dell'equipaggio del Drago Spaziale; tipo alquanto freddo e scontroso, ma dotato di grande abilità e capacità nella guida dell'astronave. Spesso si trova in continua discussione con i suoi compagni e, in particolar modo, con Sanshiro, ma tuttavia dietro l'apparente presunzione del personaggio si cela un animo buono e sincero, e comunque sempre pronto ad aiutare i suoi amici durante le missioni (Nazionalità: U.S.A.).
- Sakon (Sakon Gen) - Sostituto del professor Daimoni, è la "mente" di tutto l'equipaggio del Drago Spaziale. Il suo altruismo, la grande intelligenza, ma soprattutto la notevole genialità che possiede fanno di lui uno dei personaggi più intriganti di tutta la serie. Nel corso delle puntate modifica alcune funzionalità dell'astronave, migliorandole ulteriormente (Nazionalità: Nuova Zelanda).
- Professor Daimoni (Professor Daimonji) - È l'ideatore del Gaiking e del Drago Spaziale, del quale è il comandante; inoltre è stato lui a "reclutare" in tutto il mondo le persone capaci di formarne l'equipaggio, nel quale ripone una fiducia incrollabile. Personaggio comprensivo, saggio e deciso, riesce ad individuare in ogni situazione la tattica più congeniale ed appropriata per contrastare il nemico (Nazionalità: Giappone).
- Midori Fuyama (Midori Fujiyama) - È l'addetta alle telecomunicazioni. Dolce e comprensiva, è l'unica donna a bordo del Drago Spaziale. In realtà Midori è una creatura aliena di nome Green che, arrivata sulla Terra quando era ancora neonata, venne salvata e quindi adottata dal professor Daimoni (Nazionalità: extra-terrestre, stella Sirio).
- Fan Lee (Fan Lee) - Abilissimo lottatore, è il pilota dello Skylar. Dotato di grande autocontrollo difficilmente perde la testa nelle situazioni più critiche. Prima di diventare membro dell'equipaggio del Drago Spaziale era campione mondiale di lotta (Nazionalità: Cina).
- Yamatake (Yamagatake) - Personaggio coraggioso e generoso, si trova però spesso in contrasto con Sanshiro. Prima che il professor Daimoni lo contattasse era un lottatore di sumo. Pilota il Bazoora (Nazionalità: Giappone).
- Bunta (Bunta Hayami) - Dotato di grande forza fisica è allo stesso tempo molto coraggioso ed altruista. Difficilmente si lamenta nonostante la sua vita sia costantemente in pericolo. È il pilota del Nessak (Nazionalità: Giappone).
- Akiro (Hachiro) - È la mascotte dell'equipaggio del Drago Spaziale, si trova sull'astronave già da quando era in costruzione, e ne conosce tutti i segreti e le funzionalità (Nazionalità: Giappone)

### Avversari
- Darius il Grande (Black Darius) - Essere creato dagli abitanti di Zela in realtà è un gigantesco robot senziente programmato con lo scopo di trovare un pianeta su cui trasferire l'intera popolazione. Tuttavia Darius appena ebbe il controllo di Zela, diventò un vero e proprio tiranno per gli stessi zelani, e aiutato dai suoi subalterni iniziò la conquista di altri pianeti per trovare quello le cui caratteristiche meglio rispondevano alla sua programmazione.
- I Grandi Quattro: Dankel, Killer, Ashmov (Asimov), Desmond (Desmont, voce nell'edizione italiana di Andrea Lala) - Creature nate per volontà di Darius. Il loro compito è quello di aiutare quest'ultimo nella conquista dell'universo; per far ciò si servono dell'Armata dell'Orrore Nero e di mostri meccanici, inoltre sono in grado di formare la Croce mortale rovesciata, che è un potentissimo vortice gravitazionale capace di mutare la morfologia dei pianeti. Infatti, la sua potenza è tale da riuscire a generare onde altissime, terremoti, maremoti, o addirittura far emergere dal mare intere montagne.
- Uomini Uccello: così vengono chiamati i soldati del malvagio Darius il Grande, poiché simili volatili. Essi sono il risultato della mutazione degli abitanti della stella Zela, privati di coscienza, umanità e pensieri, secondo un processo di conversione che genera il soldato perfetto, sempre pronto all'obbedienza.
- Soldati Neri: comandano gli uomini uccello e sono più alti in grado di essi. Vengono creati in laboratorio come essi e ricevono ordini direttamente dai Grandi quattro. Inoltre pilotano i robot d'attacco.

## Mecha

### Gaiking
Il Gaiking fondamentalmente è costituito da tre moduli principali che unendosi formano rispettivamente braccia, corpo e gambe dell'automa. Generalmente sia le braccia che le gambe sono alloggiate all'interno dell'astronave, mentre il corpo, che è la testa del Drago Spaziale, è sistemata all'esterno. Durante la fase di aggancio, la testa si stacca dalla nave madre, mentre gli altri componenti vengono lanciati all'esterno attraverso un condotto, che dalla parte posteriore dell'astronave (la coda) arriva fino ad un portello situato nella parte anteriore. Una volta lanciati, i tre moduli devono unirsi per formare il robot, e questo è possibile solo se Sanshiro riesce ad effettuare il primo agganciamento tra corpo e braccia. Le gambe si uniscono automaticamente e successivamente, solo dopo l'unione dei primi due moduli. Il robot viene alimentato da tre generatori principali situati all'interno dei tre componenti, indipendenti tra di loro. Due dei tre generatori forniscono energia sia alla parte superiore che inferiore del robot per i movimenti delle braccia e delle gambe, mentre il terzo viene impiegato essenzialmente per alimentare i circuiti di attivazione delle varie armi del Gaiking. I due moduli (gambe e braccia) sono comandati automaticamente da un computer all'interno del Drago Spaziale e comunque possono essere manovrati anche manualmente tramite una consolle specifica accessibile solo a Pete. La cabina di pilotaggio del robot è situata all'interno del corpo dell'automa all'altezza del torace di quest'ultimo, e quindi non esiste una visuale esterna per Sanshiro. Tutti i movimenti e gli spostamenti all'esterno del Gaiking vengono ripresi e monitorizzati su uno schermo principale che avvolge l'intero abitacolo, e che permette quindi a Sanshiro di tenere sotto controllo la situazione. Naturalmente anche all'interno dell'astronave si ha la stessa visione di ciò che vede Sanshiro.
Le armi del Gaiking sono:
- Maglio perforante - Gli avambracci e le mani del robot si staccano e partono per colpire il mostro nemico. Una volta che il colpo è andato a segno si riuniscono alle braccia. Essendo radiocomandati possono colpire anche più di una volta.
- Raggi ottici - Sono dei fasci di raggi laser che fuoriescono dagli occhi del robot. Arma di modesta potenza è generalmente poco usata se non per infastidire i mostri nemici e guadagnare così tempo prezioso.
- Croce spaziale - Davanti alle gambe del robot vi sono alloggiate due punte a forma di croce che al comando di Sanshiro si staccano e vengono afferrate immediatamente dalle mani del robot stesso. Generalmente vengono utilizzate a mo' di boomerang per fendere gli arti dei mostri nemici.
- Idroraggio (nome cambiato dopo le prime puntate nei più corretti Disco atomico o Meteora all'Idrogeno) - All'altezza dello stomaco del robot e precisamente nella zona riconducibile a quella del naso del Drago, si trova un accumulatore capace di immagazzinare una notevole quantità di energia. L'effetto risultante quando viene utilizzata quest'arma è quello di un potente proiettile d'energia che, sparato dal Gaiking, colpisce il mostro nemico distruggendolo.
- Raggi facciali - Arma generalmente poco usata; la faccia del robot si scompone in più parti e dei fasci di luce accecano il nemico quando quest'ultimo si trova a distanza ravvicinata. Una volta usata quest'arma i componenti della testa non si riagganciano al viso lasciandolo scoperto.
- Fuoco Gaiking - In modalità faccia scomposta fuoriesce dalla bocca scoperta del Gaiking un potente raggio infuocato a forte velocità in grado di incenerire qualsiasi nemico.

- Missili facciali - In modalità faccia scomposta, da degli ugelli sotto gli occhi viene lanciata una serie di missili poco potenti.
- Lama Perforante - Al centro della schiena del Gaiking fuoriesce una specie di sega circolare, per usarla Sanshiro deve effettuare un volo radente sul nemico girato di schiena. Arma usata raramente.
- Raggi perforanti - Dagli occhi del Drago che il Gaiking ha sul petto, fuoriescono due raggi laser che hanno la particolarità di annodarsi tra di loro prima di colpire il mostro nemico. Ciò è stato studiato per aumentarne sia la potenza distruttiva che l'efficacia e inoltre i raggi possono essere usati sia singolarmente che accoppiati. Un'arma dal potere devastante.
- Morso Gaiking - La bocca del Drago in realtà si comporta come una vera e propria morsa e generalmente viene usata per bloccare le parti mobili del robot nemico quali braccia, gambe ecc. per poi distruggerle all'aumentare della pressione del morso.
- Scossa mortale - Le corna del Drago, dopo la trasformazione, si posizionano sulla testa del robot e fungono come accumulatori elettrici. Una volta a contatto con il mostro, la loro funzione è quella di rilasciare su quest'ultimo una terrificante scarica elettrica della potenza di 600.000 volt distruggendolo definitivamente.

### Drago Spaziale
(Daikū Maryū) - Gigantesca astronave da combattimento ideata e creata dal Prof. Daimoni, che ne è il comandante indiscusso. Generalmente è ospitata all'interno di una base segreta che si trova al di sotto del livello del mare nella baia di Uchiura, nella prefettura di Shizuoka, sotto il faro di Omezak (Omaezaki). Il Drago Spaziale può raggiungere i 200 km/h a terra, naviga sull'acqua ad una velocità di 120 nodi e riesce a volare fino a mach 3, inoltre nello spazio è capace di raggiungere la velocità della luce. È equipaggiato con cannoni laser e missili perforanti, ma può contare anche su armi più potenti come le Punte perforanti, il Tagliatore gigante, il Grande corno, i Missili atomici e la Lama mortale. Sulla parte frontale si trova il portello principale dal quale vengono lanciati i due componenti del Gaiking e da cui escono anche i tre veicoli ausiliari per le varie perlustrazioni (Skyler, Nessak e Bazoora), mentre nella parte posteriore, alla fine della coda è situata una seconda cabina di pilotaggio dell'astronave da dove vengono azionate le varie armi di quest'ultima. Durante gli attacchi da parte del nemico il Drago Spaziale può cambiare aspetto mettendosi in assetto di difesa e diventando quindi una fortezza inespugnabile; la coda del Drago si curva verso l'interno, mentre parte del corpo si piega verso il basso. Tale manovra viene chiamata "protezione ad avvolgimento". Se durante i combattimenti la situazione si fa critica e nemmeno le armi dell'astronave sono efficaci, allora si ricorre ad una manovra di fuga che consiste nel far girare vorticosamente la fortezza volante e di liberarsi quindi del nemico. Tale manovra viene chiamata fuga ad avvitamento.

### Skylar
Velivolo aereo, ha le sembianze di uno pterodattilo ed è pilotato da Fan Lee. Viene impiegato per le perlustrazioni nei luoghi in cui il Drago Spaziale non può accedere, e può ospitare al suo interno un massimo di tre persone. Armato con fiamme dalla bocca generalmente poco usate raggi laser di modesta potenza e di piccoli ma efficaci missili, riesce a raggiungere mach 6. È l'unico dei tre mezzi ausiliari che può essere usato anche nello spazio.

### Nessak
Nome originale Nesser; veicolo sottomarino dalla forma di un brontosauro pilotato da Bunta. Capace di sopportare notevoli pressioni può arrivare fino a 5000 piedi, ed inoltre può operare anche sulla terraferma. È equipaggiato con raggi nessak, raggi traenti, siluri e missili che può sparare anche a raffica. Il suo nome e la sua forma non a caso ricordano il leggendario mostro di Loch Ness.

### Bazoora
Nome originale Buzzler; mezzo pesante utilizzato per le perlustrazioni a terra, è in realtà una specie di carro armato dalle sembianze di un triceratopo ed è pilotato da Yamatake. La cabina di pilotaggio può contenere fino a quattro persone. Possiede una trivella perforante per penetrare nel sottosuolo o scavare gallerie, ed è equipaggiato di missili, inoltre può generare una scarica elettrica da due punte situate sulla parte frontale del mezzo.

## Edizione italiana
In Italia, all'epoca della messa in onda televisiva, vennero acquistati, doppiati e trasmessi soltanto i primi 26 episodi della serie. Solo nel 2000, in occasione dell'edizione home video, la Yamato Video ha completato il doppiaggio, mettendo in commercio la serie completa di tutti i 44 episodi.
| Personaggi        | Giapponese        | Italiano (ep. 1-26)                                          | Italiano (ep. 27-44) |
| ----------------- | ----------------- | ------------------------------------------------------------ | -------------------- |
| Sanshiro Suwabaki | Akira Kamiya      | Romano Malaspina                                             | Francesco Bulckaen   |
| Pete Richardson   | Makio Inoue       | Massimo Rossi                                                | Stefano Crescentini  |
| Sakon             | Keaton Yamada     | Rodolfo Bianchi (prima voce) Oliviero Dinelli (seconda voce) | Massimiliano Alto    |
| Bunta Hayami      | Kenichi Ogata     | Roberto Del Giudice                                          | Luigi Ferraro        |
| Dott. Daimonji    | Hidekatsu Shibata | Diego Reggente                                               | Rino Bolognesi       |
| Midori Fujiyama   | Mami Koyama       | Laura Boccanera                                              | Federica De Bortoli  |
| Black Darius      |                   | Dario De Grassi                                              | Pierluigi Astore     |
| Fan Lee           | Kan Tokumaru      | Willy Moser                                                  | Maurizio Romano      |
| Dankel            |                   | Erasmo Lo Presto                                             |                      |
| Hakiro            | Noriko Tsukase    | Fabrizio Vidale                                              | Alessio Puccio       |
| Yamatake          |                   | Leo Valeriano                                                | Nanni Baldini        |

## Edizioni internazionali
Negli Stati Uniti d'America i nomi dei personaggi principali erano: Ares Astronopolis (Sanshiro Tsuwabuki), Prof. High Tech (Prof. Daimonji), Nebula (Midori Fujiyama), Randolph (Sakon Gen), e Yama (Yamagatake). Il resto dell'equipaggio e i nomi dei nemici erano rimasti gli stessi. Sempre negli Stati Uniti, in alcuni stati 26 episodi della serie sono stati trasmessi all'interno della serie di montaggio Force Five, insieme ad altri anime robotici.
In Spagna, Portogallo, Venezuela, Messico e Arabia Saudita è stato importato l'adattamento americano dell'anime, e, nei primi quattro, la serie è intitolata El Gladiador.

## Sigle
La sigla originale giapponese, dal titolo Daikū Maryū Gaiking, fu composta da Shunsuke Kikuchi e cantata da Isao Sasaki; lo stesso vale per quella finale, Hoshizora Gaiking (星空ガイキング?, Hoshizora Gaikingu, lit. Cielo Stellato Gaiking).
Per l'edizione televisiva italiana non fu realizzata una sigla ad hoc, ma fu utilizzata una canzone disco music del gruppo austriaco Ganymed, intitolata It takes me higher, scritta e cantata da Gerry Edmond (pseudonimo di Edmund Czerwenka).